# Bulbostylis boivinii
Bulbostylis boivinii là một loài thực vật có hoa trong họ Cói. Loài này được C.B.Clarke ex Cherm. mô tả khoa học đầu tiên năm 1936.